# Économie de Poitou-Charentes

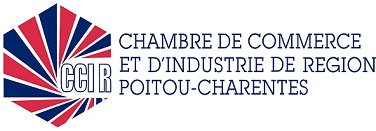
POITOU CHARENTE

L'économie de la région Poitou-Charentes est une économie fondée sur l'exportation et la production industrielle.

## Caractéristiques économiques
La région dispose d'une forte industrie agroalimentaire et viticole. Elle produit des équipements et composants électroniques. L'emploi intérimaire est plus présent dans la région qu'en moyenne en France. Le chômage est moins fort dans la région qu'en France. 

## Centres économiques
La Charente est le premier employeur de la région. L'activité économique est concentrée dans les bassins d'emplois d'Angoulême et de Cognac. La Charente est le premier département exportateur de la région avec 44% de ses exportations.